# Ulleung-do
Ulleung-do (korejsko 울릉도; IPA: [uɭːɯŋdo]), tudi Ulreung-do, je južnokorejski otok 120 kilometrov vzhodno od Korejskega polotoka v Japonskem morju. V Evropi je bil prej znan kot otok Dagelet ali otok Argonaut. Ta skalnat otok s strmimi pobočji je vulkanskega izvora in je vrh velikega stratovulkana, ki se dviga z morskega dna in doseže najvišjo višino 984 metrov na vrhu Songinbong. Otok je dolg 9,5 kilometra in širok deset kilometrov; njegova površina je 72,86 km2. Ima 10.426 prebivalcev.
Otok predstavlja glavni del okrožja Ulleung v provinci Severni Gjongsang v Južni Koreji in je priljubljena turistična destinacija. Glavno mesto okrožja Ulleung-do je pristanišče Dodong (도동; 道洞), ki služi kot glavno trajektno pristanišče med Ulleung-dojem in celinsko Južno Korejo. Po turizmu je glavna gospodarska dejavnost ribolov, vključno z znanim nabiranjem lignjev, ki jih je mogoče videti, kako se sušijo na soncu, na mnogih mestih.

## Zgodovina
Arheološki dokazi kažejo, da je bil otok prvič naseljen v 1. tisočletju pr. n. št. Prva potrjena zgodovinska omemba Ulleung-doja je v Samguk Sagi za leto 512. Tega leta je silski general Kim Isabu osvojil otok, ki je bil prej avtonomna država Usan-guk. Nekatera poročila pravijo, da je uporabil več lesenih levov za ustrahovanje prebivalstva in jim grozil, da jih bo izpustil, če se ne bodo predali.
Vendar Usan-guk ni ostal pod oblastjo kraljestva Sila in otok je postal stalni politični del Koreje šele leta 930, ko ga je priključil Gorjo. Ulleung-do je bil v poznih dinastijah Gorjo in zgodnjih dinastijah Čoson večkrat napaden. V 11. stoletju so ga opustošili napadi piratov Džurčen in v 14. stoletju napadi piratov Voku. Spopad z Japonsko glede ribolovnih pravic v 1690-ih je sprožil korejski ribič An Jong-bok. Kot odgovor na te težave so Čoson sprejeli politiko 'praznega otoka', ki pa se je izkazala za nemogočo. Politika praznih otokov je bila uradno preklicana leta 1881, nakar si je vlada prizadevala spodbuditi dodatno naseljevanje Ulleung-doja.
Ameriške kitolovke so med letoma 1848 in 1892 križarile za Severnopacifiškimi kiti (Eubalaena japonica) ob otoku. Nekateri so se izkrcali v bližini Jukda, da bi lovili plavutonožce.

## Geografija in podnebje
Ulleung-do je vulkanski otok, ki se je dvignil z morskega dna v kenozoiku in je sestavljen iz trahita, andezita in bazalta. Nastala je tudi vroča vulkanska aktivnost ob podvodni gori General Isabu, raztopljeni podvodni gori Simheungtek in skalah Liancourt ter otoku Ulleung s podvodno goro An Jong-bok. Skale Liancourt so stare 4,6 milijona let, ocenjene na 2,5 milijona let, nastanek Ulleung-doja pa se nam zdi pred 2,5 milijona let, kar je pred 5000 leti.
Otok je sestavljen predvsem iz trahiandezitne kamnine. Velik eksplozivni izbruh okoli leta 8000 pr. n. št. je odlomil njegov vrh in oblikoval kaldero.
V središču otoka je vrh Songinbong. Porečje Nari je del kaldere v severnem delu otoka in je edina ravna površina na otoku.
Ulleung-do ima vlažno subtropsko podnebje (Köppnova podnebna klasifikacija Cfa), čeprav je veliko bolj podobno zahodni obali Japonske kot Koreji, saj je pozimi veliko padavin, a ne toliko, kot v vlažnih mestih, kot sta Kanazava ali Akita. Pozimi je običajno oblačno, a ne tako izrazito kot v prej omenjenih japonskih mestih.
- Najvišja temperatura: 35,4 °C 8. avgusta 2013
- Najnižja temperatura: −13,6 °C 26. februarja 1981
- Najvišja dnevna količina padavin: 257,8 milimetra 3. septembra 1981
- Najbolj mokro leto: 2.236,9 milimetra leta 2003

## Rastlinstvo in živalstvo
Otok in okoliške vode so bile leta 2014 registrirane kot zavarovano morsko območje za zagotovitev bogate biotske raznovrstnosti.
Vrsta jerebike, Sorbus ulleungensis, je endemična za otok.
Kot že omenjeno, so bili severnopacifiški kiti in plavutonožci tarča kitolovcev in lovcev na tjulnje v sosednjih vodah. Tudi brazdasti kiti so bili v preteklosti pogosto opaženi, okoli otoka pa se lahko pojavijo tudi drugi kiti, kot so ščukasti kit in delfini.
Japonski morski levi Zalophus japonicus, ki so zdaj izumrli, so se nekoč razmnoževali na otoku.
Študija iz leta 2013 je ocenila, da na otoku živi 1177 vrst žuželk.

## Turizem
Najljubše dejavnosti turistov so pohodništvo, ribolov in uživanje hoe (korejske jedi iz surove ribe). Turistične ladje redno vozijo tri ure po Ulleung-doju, od tam pa odplujejo iz pristanišča Dodong in se mimo vseh zanimivosti vzdolž obale, vključno s številnimi zanimivimi skalnimi formacijami in majhnim sosednjim otokom Džukdo. Druge slikovite znamenitosti so Songinbong, najvišji vrh na otoku (984 m); slap Bongnae; 'naravna ledenica'; in obalna pečina, s katere se v daljavi vidijo skale Liancourt.
Letališče na otoku je bilo načrtovano od leta 2013, v gradnji pa je od leta 2020. Zasnova novega letališča je bila leta 2023 prenovljena za večja letala in naj bi se odprlo leta 2025.

## Galerija
- Pešpot ob obali (2014)
- Čolni v bližini nekaterih otoških klifov (2010)
- Klifi na otoku (2010)
- Pristanišče Jeo-dong na otoku (2014)